# Bernard l’Adroit
Pour les articles homonymes, voir L’Adroit.
Bernard l’Adroit (en polonais Bernard Zwinny), de la dynastie des Piasts, est né entre 1252 et 1258, et décédé en 1286. Il est duc de Lwówek de 1281 à 1286.

## Biographie
Bernard l’Adroit est le fils cadet du duc silésien Boleslas II le Chauve et d’Edwige d'Anhalt (pl). Dans sa jeunesse, Bernard soutient activement la politique de son père et de ses frères Henri V le Gros et Bolko Ier le Sévère. Le 24 avril 1277, il participe à la victoire de l'armée du duché de Legnica, dirigée par Henri V le Gros, sur la coalition formée par Henri III de Głogów, Przemysl II et des chevaliers du duché de Wrocław (Bataille de Stolcem). 
Il n’obtient sa part d’héritage que trois ans après la mort de Boleslas II le Chauve. Son frère Bolko Ier le Sévère lui cède le petit duché de Lwówek. Pendant son règne, il invite l’Ordre de Malte à s’installer sur son territoire et lui offre notamment le village de Warmbrunn en 1281. 
Bernard l’Adroit meurt en 1286 en ne laissant aucun héritier. 
Il est inhumé dans l’église des Dominicains de Legnica. Son territoire est alors incorporé au duché de Jawor de Bolko Ier le Sévère.